# Godtfred Kirk Christiansen
Godtfred Kirk Christiansen, né le 8 juillet 1920 à Billund au Danemark et mort le 13 juillet 1995 au même lieu, est un entrepreneur danois, notamment président-directeur général de The Lego Group. En 1949, Godtfred Kirk Christiansen achète le brevet de la brique Lego et la famille commence à produire des briques en plastique comme un supplément sur les jouets en bois. Il est le développeur de la gamme de Lego Duplo.

## Biographie
Godtfred Kirk Christiansen est né le 8 juillet 1920 à Billund. Il est le fils de Ole Kirk Christiansen, le fondateur de l'entreprise Lego. Il se marie avec Edith Kirk Christiansen avec qui il a trois enfants, Gunhild Kirk Johansen, Kjeld Kirk Kristiansen et Hanne Christiansen. Cette dernière meurt dans un accident de voiture en 1969.
En 1950, le jour de son trentième anniversaire, Godtfred Kirk Christiansen devient vice-président junior de la société. En 1957, il est nommé directeur général, puis prend la tête de l'entreprise lors de la mort de son père une année plus tard. En 1960, il achète les parts de ses trois frères et devient le seul propriétaire de l'entreprise. Son fils, Kjeld Kirk Kristiansen, lui succède comme président et CEO de The Lego Group en 1979.
Il meurt le 13 juin 1995 à Billund.